# Castàlia (font)

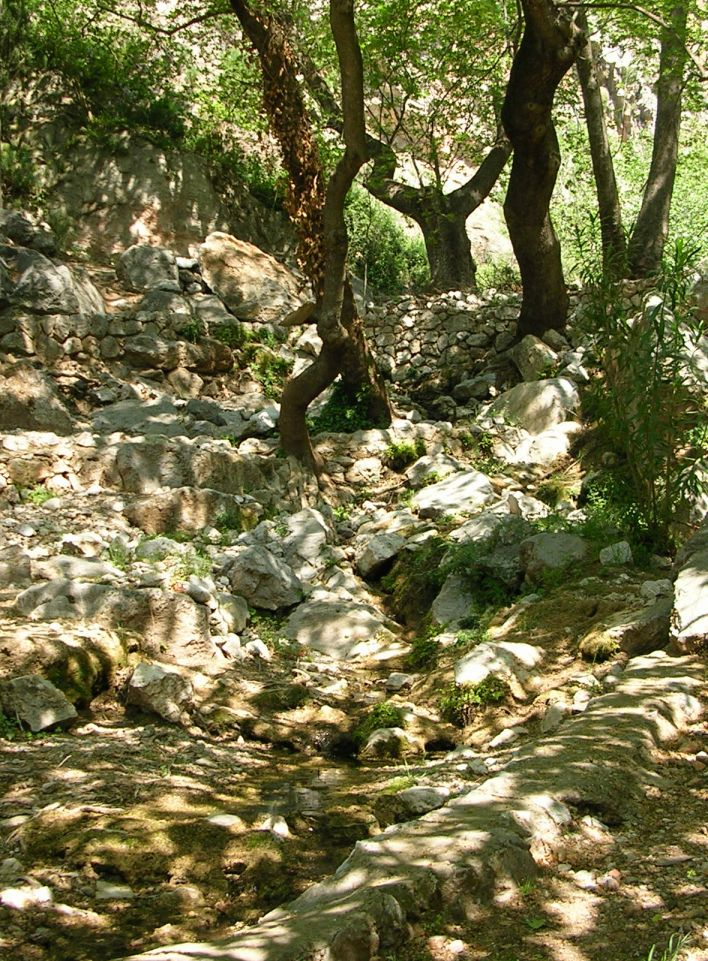
Font Castàlia

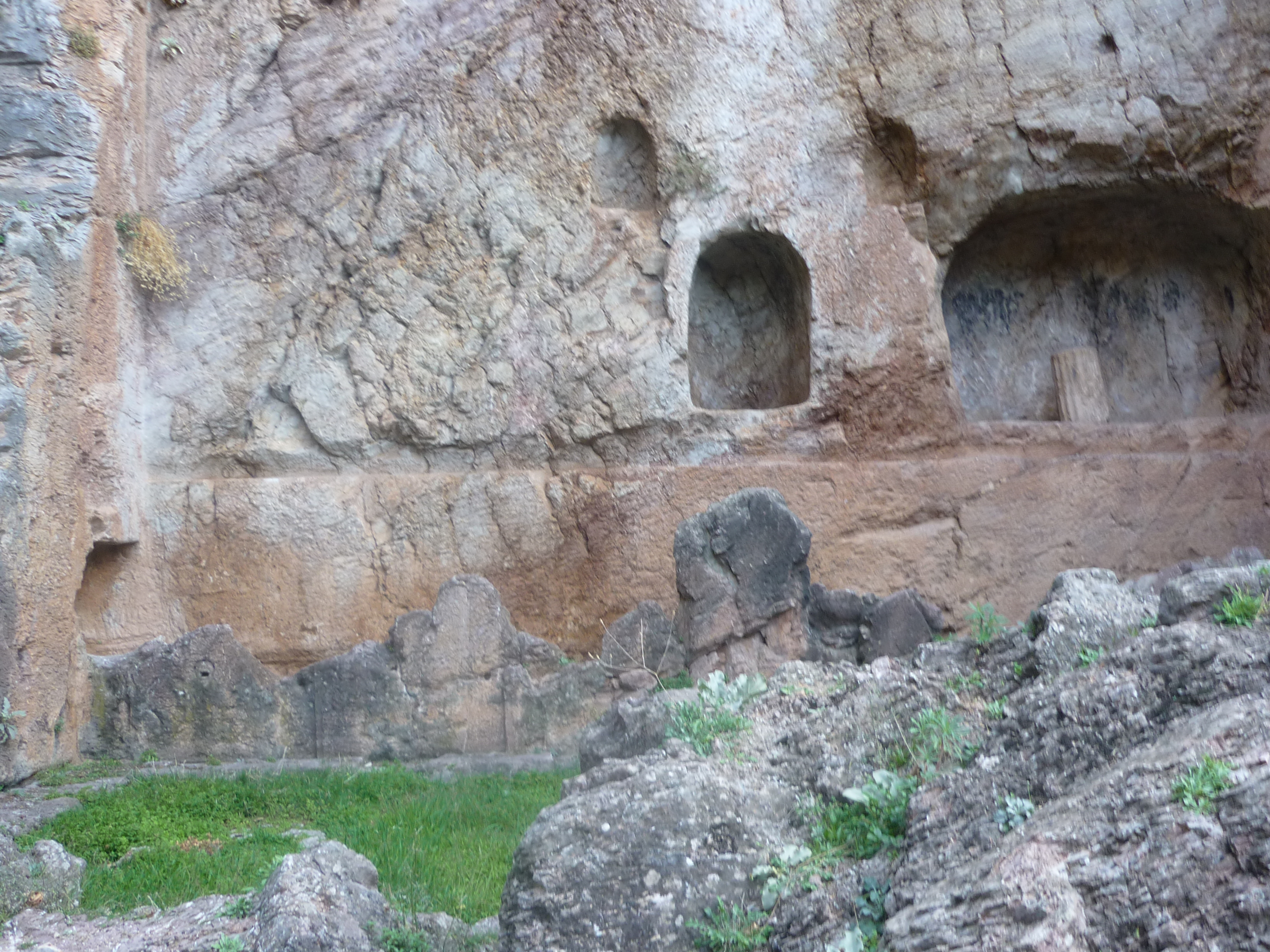
Font Castàlia

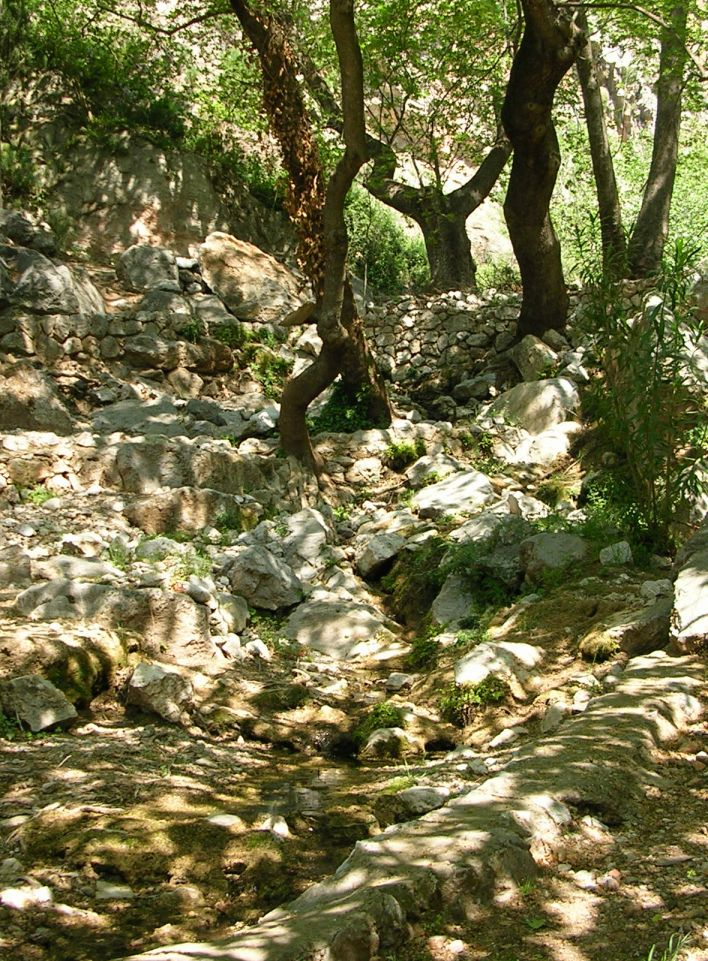
Font Castàlia

Castàlia (grec antic: Κασταλία) és una font de Grècia coneguda perquè antigament era el lloc on tots els visitants del famós santuari de Delfos, i especialment els competidors dels Jocs Pítics i els pelegrins que s'hi acostaven per consultar l'oracle, s'aturaven per rentar-se, purificar-se i assedegar la seva set. És també en aquest emplaçament que la Pítia i els sacerdots es purificaven abans d'iniciar el procés de l'oracle. A més, els poetes romans la van considerar una font d'inspiració poètica. D'altra banda, segons algunes versions mitològiques, va ser en aquesta font que el déu Apol·lo va matar al monstre Pitó, una mena de serp gegantina guardiana de la font, i és per aquest motiu que fou considerada sagrada. Era situada al barranc de les roques Fedríades, i es deia que prenia el nom de la nimfa Castàlia.

## La font original
Dues fonts, alimentades per la deu sagrada, encara sobreviuen amb aquest nom de Castàlia. La font més moderna fou descoberta a les excavacions arqueològiques realitzades a partir del 1878, mentre que la font antiga fou trobada per Anastasios Orlandos a les excavacions del 1960.
La font més antiga, del segle vi aC, manté una base de marbre ratllat envoltada per bancs. L'aigua fou conduïda aquí mitjançant un aqüeducte curt i petit, i es distribuïa per mitjà un sistema de canals ornats que acaben en uns brolladors amb forma de cap de lleó.

## La font romana
La font romana data del segle i aC, i és situada aproximadament uns cinquanta metres més amunt de l'antiga. Disposa d'uns nínxols tallats a la roca on es creu que els pelegrins oferien els seus exvots. Un d'aquests espais, més tard, fou transformat en una capelleta dedicada a Sant Joan Baptista. L'aigua de la deu va ser portada a la font mitjançant un aqüeducte. A la façana de la font hi havia set brolladors de bronze. Al davant hi havia un pati pavimentat amb bancs de pedra en els seus tres costats.

## La font actual
Actualment l'aigua de la font brolla a prop del carrer que porta al jaciment arqueològic de Delfos, que ofereix un resguard als viatgers.

## Mitologia
Segons la mitologia grega, el nom de la font deriva de la nimfa Castàlia, filla del déu fluvial Aqueloos. Castàlia fou muller del rei de Delfos, i va tenir un fill, anomenat Castali, que es va convertir en rei quan va morir el seu pare. Segons una altra tradició, Castàlia era una noia de Delfos que es va haver de submergir en la font quan era perseguida per Apol·lo.
També un altre mite descriu que la font era custodiada per una mena de dragona, que podria relacionar amb la serp Pitó, que va ser morta pel déu Apol·lo. En una altra versió, la serp que custodiava la font era la filla d'Ares i va ser morta per Cadme, que després va sembrar les seves dents i van néixer els esparts.
La llegenda també explica que a la muntanya del Parnàs, i prop d'aquesta font, corrien les bàquides i les nimfes corícies. Es deia que l'aigua que rajava de la font borbollejava sota la influència d'Apol·lo, quan aquest emetia un oracle.

## Llegat
La font Castàlia va inspirar poèticament molts artistes, tot i que sovint també ha estat confosa amb la Font Pièria, situada a Macedònia i dedicada a les Pièrides.
La Castalian Band, un grup de poetes de la cort del rei Jaume I d'Anglaterra i VI d'Escòcia (incloent-hi el mateix monarca) reben el seu nom d'aquesta font.
La font Castàlia també ha donat nom a diverses poblacions, entre les quals la població de Castalia, a Ohio (Estats Units), que va rebre aquest nom per les configuracions de pedra calcària conegudes com Blue Hole, que van esdevenir atraccions turístiques durant molts anys i ara són zones de reserva de peixos. Les aigües dels Blue Hole són d'una temperatura constant i mai arriben a la congelació de la superfície, malgrat les baixes temperatures del nord d'Ohio. El seu cabal, amb una mitjana de 30.000 galons per hora, fou originalment utilitzat per abastir un molí local. Castalian Springs també fou el nom d'un balneari, avui abandonat, que hi va haver prop de la vila de Durant (Mississipi), als Estats Units.
Al segle xix, el nom de Castàlia també s'associà a la vila de Castelló de la Plana, per mor d'un text d'Estrabó en què s'esmenta la població de Cartàlias (mal llegit Castalias per semblança amb la famosa font), situada entre Sagunt i Dertosa. Per aquest motiu, en aquesta ciutat hi ha nombroses referències al nom de Castàlia.